# Verrebroekse Blikken
De Verrebroekse Blikken was een gehucht in Verrebroek, een deelgemeente van Beveren-Kruibeke-Zwijndrecht in de Belgische provincie Oost-Vlaanderen. Het bevond zich in het noordoosten van Verrebroek, nabij de grens met Kallo. Het bestond uit landelijke bebouwing in de Kallose Polder, maar verdween in de tweede helft van de 20ste eeuw door de groei van de Waaslandhaven.

## Geschiedenis
Op de Ferrariskaart uit de jaren 1770 is hier een verspreide bebouwing weergeven langs een weg door de polder van Kallo, weliswaar zonder vermelding van een plaatsnaam. Eenzelfde situatie is weergegeven op de Atlas der Buurtwegen uit 1841 en de Vandermaelenkaart uit het midden van de 19de eeuw. Het westelijk deel van het gebied lag op het grondgebied van de gemeente Verrebroek, het oostelijk deel op het grondgebied van de Kallo.
Op NGI-kaarten uit de eerste helft van de 20ste eeuw is het toponiem Blikken aangegeven. Een kaart uit 1969 geeft zowel de namen Blikken in het Kallose deel, als Verrebroekse Blikken in het Verbroekse deel.
In de tweede helft van de 20ste eeuw vatte men het plan op om de haven van Antwerpen uit te breiden in het Waasland, op de linkeroever van de Schelde, wat de Waaslandhaven zou worden. Grondgebied ten oosten van Verrebroek werd onteigend en ontpolderd, en gehuchten, straten, landbouwgrond verdwenen voor de aanleg van de haven en de industrie. In de eerste helft van de jaren 1980 verdween het oostelijke deel van Blikken. Ten oosten werd het Vrasenedok aangelegd, en de rest werd haven- en industrieterrein.
De volgende jaren werd de haven nog verder westwaarts uitgebreid. Hier werd in de jaren 90 het Verrebroekdok aangelegd. Ook de Verrebroekse Blikken verdween nu volledig onder een dok, onder haventerreinen en een deel onder de Verrebroekse Plassen, een tijdelijk natuurgebied aan het einde van het onafgewerkte Verrebroekdok.
Een stukje van een nieuwe weg die begin 21ste eeuw werd aangelegd langs het havengebied, kreeg ter hoogte van het Doeldok de straatnaam Blikken, hoewel deze weg meer dan twee kilometer ten noorden van het verdween Blikken ligt.
Deelgemeenten: Bazel · Beveren · Burcht · Doel · Haasdonk · Kallo · Kieldrecht · Kruibeke · Melsele · Rupelmonde · Verrebroek · Vrasene · Zwijndrecht

Overige dorpen en gehuchten: Beestenhoek · Bloempot · De Bank · Doorn · Es · Gaverland ·  Geslecht · Groot Laar · Halve Maan · Hoogeinde · Hoogstraat · Kalishoek (Doel) · Kalishoek (Melsele) · Kemphoek · Klein Laar · Melseledijk· Mosselbank (Haasdonk) · Mosselbank (Vrasene) · Nieuwe Parochie · Ouden Doel · Oudendijk · Ponjaard · Prosperpolder · Puiput · Rapenberg · Rapenburg · Saftingen · Sint-Antoniushoek · Smoutpot · Stenen Kruis · Tijskenshoek · Vendoorn · Verrebroekse Blikken · Vijfstraten · Vliegenstal · Voshoek · Westakkers · Wilden Haan · Zillebeek · Zwaantje

Belgische gemeenten · Arrondissement Sint-Niklaas · Oost-Vlaanderen · Vlaanderen